# تلك حياتي أنا (مسلسل)
تلك حياتي أنا (بالتركية: O hayat benim)‏ مسلسل تركي أنتج سنة 2014، وقد عٌرض على قناة فوكس التركية. ويعرف باسم بقطوسة الرماد (بالدبلجة التونسية) .
و مؤخرا تم دبلجة المسلسل باللهجة السورية و تعرض حلقاته
المدبلجة على منصة يوتيوب.

## القصة
تدور القصة حول بهار التي تعيش مع أبيها إلياس وأمها نوران ثم أختها ايفسون في وضع مادي صعب لذلك فهي تعمل لكسب المال، ولكم الذي لا تعرفه أنها ابنة محمد امير تاهان رجل الأعمال الشهير.
فقبل سنوات رفض يوسف زواج ابنته حسرات بمحمد امير ولكن حسرات هربت وضن الجميع أنها ماتت فسلم يوسف بهار إلى خادمه الياس ولكن نوران ترفض بشرط ان يعطيهم كل شهر مبلغ مالي معين.
وبعد سنوات يرجع يوسف لأن ضميره أنبه خاصة انه مرض بالسرطان فذهب لمحمد امير' لخبره أن لديه ابنة وكان محاميه اتاش يستمع لهم من وراء الباب فلحق يوسف الذي ذهب لاستعادة بهار ولكن لم يجد الياس وزوجته بالبيت فاخبرتهم جارتهم ساكنة بأنهم ذهبوا للسوق وأخبرته أيضا أن لهم ابنة تدعى بهار وتعمل في متجر فذهب إليها وعندما رآها انفجر باكيا وعاد فوجد الياس وزوجته ث طالبهم باستعادة بهار ولكن نوران ترفض وطالبته باعطائها المال لكنه رفض هو أيضا فدفعته بقوة فمات وسف.
وفي الليل دفناه في الحديقة خلسة وخوفا من الشرطة ولكن ايفسوم تراهم ثم يخبرونها بكل شيء.
و في الغد أتى محمد امير واتاش لرؤية بهار لكن نوران تعطيهم ايفسون عوض بهار وتتوالى الاحداث في فيلا اتاهان بعد مجيء ايفسون مع عمتها هوليا وابنها اردا الذي سيصبح زوج ايفسون لاحقا.

## طاقم التمثيل
- جيرين موراي
- إيزغي أساروغلو
- أيلا ألجان
- جيدا عاطش
- بهار شاهين
- اهو

## روابط خارجية
- تلك حياتي أنا على موقع IMDb (الإنجليزية)
- تلك حياتي أنا على موقع كينوبويسك (الروسية)
- تلك حياتي أنا على موقع قاعدة بيانات الفيلم (الإنجليزية)